# Rhynchomys
Genre
Rhynchomys est un genre de rongeurs de la sous-famille des Murinae, endémique de l'île de Luçon aux Philippines.

## Liste des espèces
Ce genre comprend les espèces suivantes :
- Selon ITIS (25 octobre 2012)[1], Mammal Species of the World (version 3, 2005)  (25 octobre 2012)[2], EOL (25 octobre 2012)[3] :
  - Rhynchomys isarogensis Musser et Freeman, 1981
  - Rhynchomys soricoides Thomas, 1895
- Selon UICN (25 octobre 2012)[4] :
  - Rhynchomys banahao Balete, Rickart, Rosell-Ambal, Jansa & Heaney, 2007
  - Rhynchomys isarogensis Musser et Freeman, 1981
  - Rhynchomys soricoides Thomas, 1895
  - Rhynchomys tapulao Balete, Rickart, Rosell-Ambal, Jansa & Heaney, 2007

## Répartition

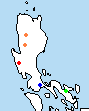
Répartition des espèces de Archboldomys
sur l'île de Luçon aux Philippines :
R. soricoides
R. tapulao
R. banahao
R. isarogensis